# Melvin Anthony
Melvin Anthony (ur. 13 listopada 1972 r.) − profesjonalny amerykański kulturysta, członek federacji IFBB (International Federation of BodyBuilders).

## Życiorys
Dorastał w okolicach miejscowości Sacramento w Kalifornii. Treningi siłowe rozpoczął w wieku dorastania, a jako osiemnastolatek był już chłopcem na tyle atletycznej budowy ciała, że udało mu się otrzymać stypendium piłkarskie w San Bernardino Valley College.
Pod koniec studiów zaczął rywalizować w konkursach kulturystycznych. W 1993 roku uzyskał w jednej z owych konkurencji swój pierwszy znaczący wynik − było to trzecie miejsce w zawodach Fontana Ironman. Dwa lata później po raz pierwszy wziął udział w zmaganiach organizowanych przez federację NPC (National Physique Committee), podczas których w kategorii wagowej ciężkiej zdobył złoty medal. W roku 2000 debiutował w zawodach organizowanych przez IFBB, prestiżowych Night of the Champions, plasując się na pozycji #2. Wśród innych liczących się imprez kulturystycznych, w trakcie których zaprezentował swoje możliwości, znajdują się Arnold Classic (miejsce 2. w 2001 r.), Mr. Olympia (miejsce 11. w 2001) oraz Ironman Pro Invitational (miejsce 2. w 2003). Ponadto Anthony jest zwycięzcą kilku innych zawodów, w tym Night of the Champions w roku 2004. Jego wizerunek wykorzystano na okładkach licznych pism związanych z branżą kulturystyczną (m.in. Flex Magazine).
Wraz z żoną, Ivette, rezyduje w północnej części kalifornijskiego San Bernardino. Jest zagorzałym chrześcijaninem, na swojej prywatnej stronie internetowej ochoczo cytuje fragmenty Biblii.
Warunki fizyczne:
- wzrost: 170 cm
- waga w sezonie: 95 kg
- waga poza sezonem: 120 kg
- klatka piersiowa: 122 cm
- biceps: 51 cm
- barki: 89 cm

## Osiągi (wybór)
- 1993:

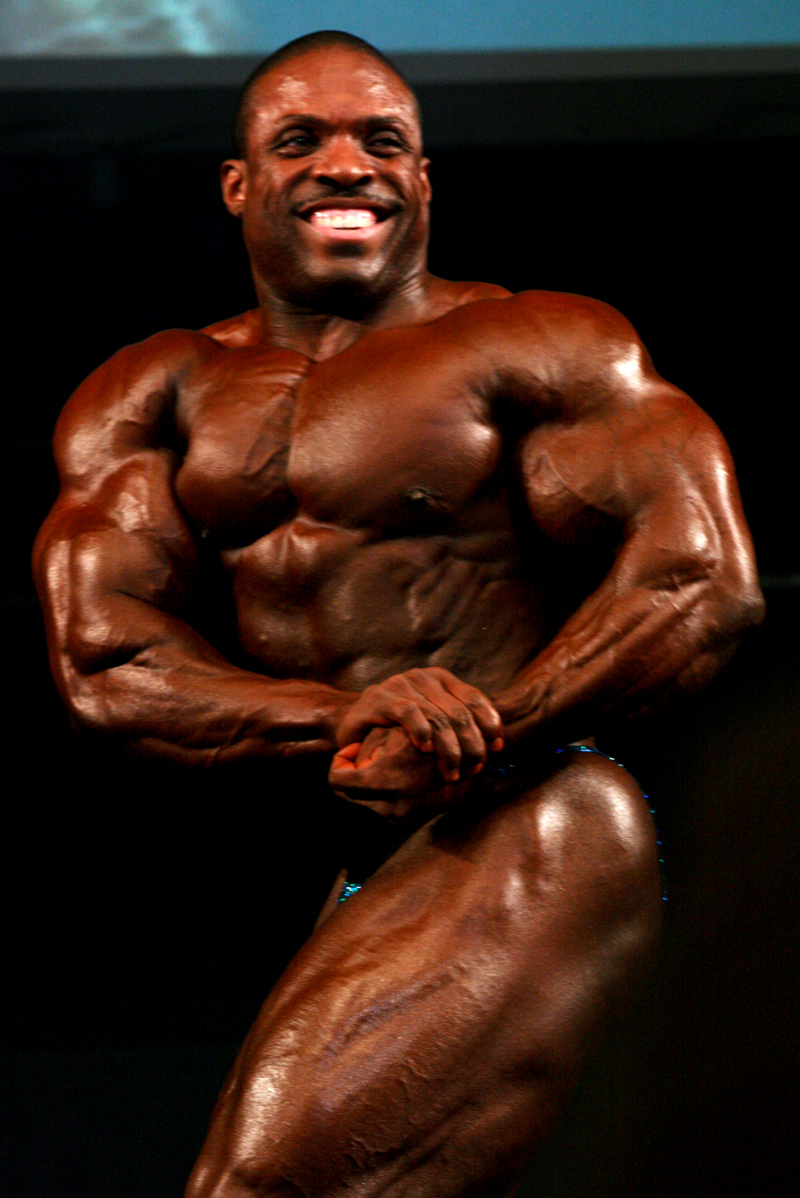
Melvin Anthony podczas IFBB Australian Pro Grand Prix VIII w 2008 roku

  - Musclemania, kategoria ciężka − III miejsce
- 1997:
  - USA Championships − federacja NPC, kat. ciężka − III miejsce
- 1998:
  - USA Championships − fed. NPC, kat. superciężka − II miejsce
- 1999:
  - USA Championships − fed. NPC, kat. superciężka − I miejsce
  - USA Championships − fed. NPC − całkowity zwycięzca
- 2000:
  - Night of Champions − fed. IFBB − II miejsce
- 2001:
  - Arnold Classic − fed. IFBB − II miejsce
  - Grand Prix Australii − fed. IFBB − VII miejsce
  - Grand Prix Anglii − fed. IFBB − VI miejsce
  - Grand Prix Węgier − fed. IFBB − VIII miejsce
  - Ironman Pro Invitational − fed. IFBB − II miejsce
  - Mr. Olympia − fed. IFBB, XI miejsce
  - San Francisco Pro Invitational − fed. IFBB − III miejsce
- 2002:
  - Night of Champions − fed. IFBB − VIII miejsce
  - Southwest Pro Cup − fed. IFBB − X miejsce
- 2003:
  - Arnold Classic − fed. IFBB − VIII miejsce
  - Ironman Pro Invitational − fed. IFBB − II miejsce
  - Mr. Olympia − fed. IFBB, IX miejsce
  - San Francisco Pro Invitational − fed. IFBB − IV miejsce
  - Show of Strength Pro Championship − fed. IFBB − VIII miejsce
- 2004:
  - Hungarian Pro Invitational − fed. IFBB − IV miejsce
  - Night of Champions − fed. IFBB − zwycięzca
- 2005:
  - Arnold Classic − fed. IFBB − V miejsce
  - Ironman Pro Invitational − fed. IFBB − IV miejsce
  - Mr. Olympia − fed. IFBB − VII miejsce
  - San Francisco Pro Invitational − fed. IFBB − III miejsce
- 2006:
  - Arnold Classic − fed. IFBB − V miejsce
  - Mr. Olympia − fed. IFBB − V miejsce
  - San Francisco Pro Invitational − fed. IFBB − III miejsce
- 2007:
  - Atlantic City Pro − fed. IFBB − IV miejsce
  - Mr. Olympia − fed. IFBB − VI miejsce
- 2008:
  - Arnold Classic − fed. IFBB − VIII miejsce
  - Atlantic City Pro − fed. IFBB − zwycięzca
  - Grand Prix Australii − fed. IFBB − II miejsce
  - Grand Prix Nowej Zelandii − fed. IFBB − II miejsce
  - Mr. Olympia − fed. IFBB − VI miejsce
- 2009:
  - Atlantic City Pro − fed. IFBB − IV miejsce
  - Mr. Olympia − fed. IFBB − XI miejsce
- 2010:
  - Arnold Classic − fed. IFBB − IX miejsce
  - Grand Prix Australii − fed. IFBB − V miejsce
  - Phoenix Pro − fed. IFBB, kat. "open" − I miejsce